# لويس غونزاليس بالما
لويس غونزاليس بالما (بالإسبانية: Luis González Palma) هو مصور ورسام غواتيمالي، ولد في 1957 في غواتيمالا في غواتيمالا.